# Mara Illić
Mara Illić var en bosnisk slavflicka som tack vare sin brors ansökan hos de österrikiska myndigheterna lyckades bli fri från sin osmanska ägare efter ett uppmärksammat internationellt rättsfall 1852. 
1852 förvisades paschan Omer Paşa Latas från Österrike, och reste då till Anatolien i Osmanska riket. Hans hushåll skulle följa efter honom över gränsen till Osmanska riket, och där stiga på en pråm. En bosnisk pojke, Milan Illić, bad då de österrikiska myndigheterna att kvarhålla hans syster Mara Illić, som han hävdade hade tvingats konvertera till islam mot sin vilja som barn och hållits som slav, så hon kunde återfå sin frihet från slaveriet. De österrikiska myndigheterna tog då Maria i förvar. Fallet utvecklades till en diplomatisk konflikt mellan Österrike och Osmanska riket, som krävde att flickan skulle återlämnas till sin ägare, och behandlade frågor om jurisdiktion, slaveri, medborgarskap och påtvingad konvertering.
Mara Illić var dotter till Andrija Illićen, som var kristen bosnier. Hon och hennes bror Milan Illić hade blivit förslavade och tvingade att konvertera till islam som barn. Milan Illić inledde en framgångsrik domstolsprocess för sin frihet 1850, och den osmanska guvernören av Bosnien fick order om att frige honom eftersom han hade tvingats konvertera till islam mot sin vilja. Han hade sedan ambitionen att frita även sin syster. Mara Illić fördes av sin ägare till Österrike, och när ägaren senare förvisades från Österrike, tog Milan Illić tillfället i akt att be österrikarna att kvarhålla hans syster för att göra det möjligt för henne att bli fri, med hänvisning till att slaveri var förbjudet i Österrike och alla som befann sig inom dess gränser automatiskt borde räknas som fria. 